# جوان لينو مارتينيز
جوان لينو مارتينيز هو منافس ألعاب قوى كوبي، ولد في 11 يناير 1978 في هافانا في كوبا.

## وصلات خارجية
- جوان لينو مارتينيز على موقع الاتحاد الدولي لألعاب القوى (الإنجليزية)
- جوان لينو مارتينيز على موقع أوليمبيديا (الإنجليزية)
- جوان لينو مارتينيز على موقع IMDb (الإنجليزية)